# Wereldkampioenschap superbike van Spielberg 1993
Het wereldkampioenschap superbike van Spielberg 1993 was de vijfde ronde van het wereldkampioenschap superbike 1993. De races werden verreden op 11 juli 1993 op de Österreichring nabij Spielberg, Oostenrijk.
De tweede race werd na twaalf van de achttien ronden afgebroken vanwege zware regenval. Omdat er nog niet voldoende afstand was afgelegd, werden er voor deze race halve punten uitgereikt.

## Race 1
| Pos | Nr | Rijder               | Constructeur | Rondes | Tijd                | Grid | Punten |
| --- | -- | -------------------- | ------------ | ------ | ------------------- | ---- | ------ |
| 1   | 87 | Andreas Meklau       | Ducati       | 18     | 36:46.526           | 7    | 20     |
| 2   | 6  | Aaron Slight         | Kawasaki     | 18     | +29.095             | 3    | 17     |
| 3   | 11 | Scott Russell        | Kawasaki     | 18     | +58.190             | 1    | 15     |
| 4   | 4  | Carl Fogarty         | Ducati       | 18     | +1:10.266           | 4    | 13     |
| 5   | 10 | Piergiorgio Bontempi | Kawasaki     | 18     | +1:11.139           | 10   | 11     |
| 6   | 9  | Giancarlo Falappa    | Ducati       | 18     | +1:21.993           | 2    | 10     |
| 7   | 20 | Jeffry de Vries      | Yamaha       | 18     | +1:59.266           | 12   | 9      |
| 8   | 30 | Ernst Gschwender     | Kawasaki     | 17     | +1 ronde            | 14   | 8      |
| 9   | 7  | Stéphane Mertens     | Ducati       | 17     | +1 ronde            | 13   | 7      |
| 10  | 23 | Fabrizio Furlan      | Kawasaki     | 17     | +1 ronde            | 5    | 6      |
| 11  | 27 | Fred Merkel          | Ducati       | 17     | +1 ronde            | 11   | 5      |
| 12  | 14 | Christer Lindholm    | Yamaha       | 17     | +1 ronde            | 18   | 4      |
| 13  | 86 | Jean-Marc Delétang   | Yamaha       | 17     | +1 ronde            | 23   | 3      |
| 14  | 49 | Marcel Ernst         | Kawasaki     | 17     | +1 ronde            | 20   | 2      |
| 15  | 81 | Thierry Rogier       | Ducati       | 17     | +1 ronde            | 27   | 1      |
| 16  | 17 | Baldassarre Monti    | Yamaha       | 17     | +1 ronde            | 16   |        |
| 17  | 54 | Tripp Nobles         | Honda        | 17     | +1 ronde            | 22   |        |
| 18  | 97 | Christy Rebuttini    | Ducati       | 17     | +1 ronde            | 29   |        |
| 19  | 26 | Árpád Harmati        | Yamaha       | 17     | +1 ronde            | 17   |        |
| 20  | 40 | Udo Mark             | Yamaha       | 17     | +1 ronde            | 19   |        |
| 21  | 29 | Hans Peter Klampfer  | Yamaha       | 17     | +1 ronde            | 31   |        |
| 22  | 37 | Hervé Moineau        | Suzuki       | 17     | +1 ronde            | 24   |        |
| 23  | 48 | Franz Pfefferkorn    | Kawasaki     | 17     | +1 ronde            | 26   |        |
| 24  | 67 | Jean Louis Tranois   | Yamaha       | 16     | +2 ronden           | 28   |        |
| 25  | 99 | Philippe Thomas      | Kawasaki     | 16     | +2 ronden           | 30   |        |
| 26  | 91 | Anton Lang           | Kawasaki     | 16     | +2 ronden           | 36   |        |
| 27  | 62 | Roberto Biagioli     | Kawasaki     | 16     | +2 ronden           | 35   |        |
| DNF | 70 | Aldeo Presciutti     | Ducati       | 11     | Uitgevallen         | 25   |        |
| DNF | 44 | Anton Berghammer     | Yamaha       | 10     | Uitgevallen         | 34   |        |
| DNF | 32 | Terry Rymer          | Yamaha       | 8      | Uitgevallen         | 8    |        |
| DNF | 94 | Harald Oberfrank     | Kawasaki     | 6      | Uitgevallen         | 33   |        |
| DNF | 5  | Fabrizio Pirovano    | Yamaha       | 3      | Uitgevallen         | 6    |        |
| DNF | 90 | Peter Bührer         | Kawasaki     | 2      | Uitgevallen         | 32   |        |
| DNF | 34 | Mauro Lucchiari      | Ducati       | 2      | Uitgevallen         | 9    |        |
| DNF | 56 | Karl Truchsess       | Kawasaki     | 1      | Uitgevallen         | 15   |        |
| DNS | 88 | Robert Mitter        | Ducati       | 0      | Niet gestart        | 21   |        |
| DNQ | 89 | Anton Rechberger     | Yamaha       | 0      | Niet gekwalificeerd |      |        |
| DNQ | 98 | Friedrich Graus      | Kawasaki     | 0      | Niet gekwalificeerd |      |        |
| DNQ | 93 | Peter Wegscheider    | Kawasaki     | 0      | Niet gekwalificeerd |      |        |
| DNQ | 96 | Adriano Narducci     | Yamaha       | 0      | Niet gekwalificeerd |      |        |
| DNQ | 92 | Franz Koskarti       | Norton       | 0      | Niet gekwalificeerd |      |        |
| DNQ | 28 | Anton Göhly          | Yamaha       | 0      | Niet gekwalificeerd |      |        |

## Race 2
| Pos | Nr | Rijder               | Constructeur | Rondes | Tijd                | Grid | Punten |
| --- | -- | -------------------- | ------------ | ------ | ------------------- | ---- | ------ |
| 1   | 9  | Giancarlo Falappa    | Ducati       | 12     | 27:41.455           | 2    | 10     |
| 2   | 27 | Fred Merkel          | Ducati       | 12     | +26.603             | 11   | 8,5    |
| 3   | 87 | Andreas Meklau       | Ducati       | 12     | +27.939             | 7    | 7,5    |
| 4   | 4  | Carl Fogarty         | Ducati       | 12     | +32.426             | 4    | 6,5    |
| 5   | 34 | Mauro Lucchiari      | Ducati       | 12     | +49.199             | 9    | 5,5    |
| 6   | 30 | Ernst Gschwender     | Kawasaki     | 12     | +50.331             | 14   | 5      |
| 7   | 11 | Scott Russell        | Kawasaki     | 12     | +53.053             | 1    | 4,5    |
| 8   | 54 | Tripp Nobles         | Honda        | 12     | +1:13.786           | 22   | 4      |
| 9   | 20 | Jeffry de Vries      | Yamaha       | 12     | +1:22.674           | 12   | 3,5    |
| 10  | 86 | Jean-Marc Delétang   | Yamaha       | 12     | +1:22.958           | 23   | 3      |
| 11  | 81 | Thierry Rogier       | Ducati       | 12     | +1:23.075           | 27   | 2,5    |
| 12  | 37 | Hervé Moineau        | Suzuki       | 12     | +1:33.720           | 24   | 2      |
| 13  | 49 | Marcel Ernst         | Kawasaki     | 12     | +1:35.859           | 20   | 1,5    |
| 14  | 40 | Udo Mark             | Yamaha       | 12     | +1:37.693           | 19   | 1      |
| 15  | 10 | Piergiorgio Bontempi | Kawasaki     | 12     | +1:43.953           | 10   | 0,5    |
| 16  | 14 | Christer Lindholm    | Yamaha       | 12     | +1:56.286           | 18   |        |
| 17  | 99 | Philippe Thomas      | Kawasaki     | 12     | +1:56.995           | 30   |        |
| 18  | 44 | Anton Berghammer     | Yamaha       | 11     | +1 ronde            | 34   |        |
| 19  | 94 | Harald Oberfrank     | Kawasaki     | 11     | +1 ronde            | 33   |        |
| 20  | 90 | Peter Bührer         | Kawasaki     | 11     | +1 ronde            | 32   |        |
| 21  | 91 | Anton Lang           | Kawasaki     | 11     | +1 ronde            | 36   |        |
| 22  | 62 | Roberto Biagioli     | Kawasaki     | 11     | +1 ronde            | 35   |        |
| DNF | 5  | Fabrizio Pirovano    | Yamaha       | 11     | Uitgevallen         | 6    |        |
| DNF | 67 | Jean Louis Tranois   | Yamaha       | 11     | Uitgevallen         | 28   |        |
| DNF | 23 | Fabrizio Furlan      | Kawasaki     | 11     | Uitgevallen         | 5    |        |
| DNF | 56 | Karl Truchsess       | Kawasaki     | 9      | Uitgevallen         | 15   |        |
| DNF | 6  | Aaron Slight         | Kawasaki     | 6      | Ongeluk             | 3    |        |
| DNF | 17 | Baldassarre Monti    | Yamaha       | 5      | Uitgevallen         | 16   |        |
| DNF | 29 | Hans Peter Klampfer  | Yamaha       | 5      | Uitgevallen         | 31   |        |
| DNF | 70 | Aldeo Presciutti     | Ducati       | 5      | Ongeluk             | 25   |        |
| DNF | 26 | Árpád Harmati        | Yamaha       | 4      | Ongeluk             | 17   |        |
| DNF | 88 | Robert Mitter        | Ducati       | 4      | Uitgevallen         | 21   |        |
| DNF | 7  | Stéphane Mertens     | Ducati       | 3      | Ongeluk             | 13   |        |
| DNF | 97 | Christy Rebuttini    | Ducati       | 3      | Uitgevallen         | 29   |        |
| DNF | 32 | Terry Rymer          | Yamaha       | 2      | Ongeluk             | 8    |        |
| DNF | 48 | Franz Pfefferkorn    | Kawasaki     | 2      | Uitgevallen         | 26   |        |
| DNQ | 89 | Anton Rechberger     | Yamaha       | 0      | Niet gekwalificeerd |      |        |
| DNQ | 98 | Friedrich Graus      | Kawasaki     | 0      | Niet gekwalificeerd |      |        |
| DNQ | 93 | Peter Wegscheider    | Kawasaki     | 0      | Niet gekwalificeerd |      |        |
| DNQ | 96 | Adriano Narducci     | Yamaha       | 0      | Niet gekwalificeerd |      |        |
| DNQ | 92 | Franz Koskarti       | Norton       | 0      | Niet gekwalificeerd |      |        |
| DNQ | 28 | Anton Göhly          | Yamaha       | 0      | Niet gekwalificeerd |      |        |

## Tussenstanden na wedstrijd
| Pos | Nr | Rijder            | Team     | Punten |
| --- | -- | ----------------- | -------- | ------ |
| 1   | 9  | Giancarlo Falappa | Ducati   | 135    |
| 2   | 11 | Scott Russell     | Kawasaki | 130,5  |
| 3   | 6  | Aaron Slight      | Kawasaki | 116    |
| 4   | 4  | Carl Fogarty      | Ducati   | 109,5  |
| 5   | 5  | Fabrizio Pirovano | Yamaha   | 85     |

1988 · 1989 · 1990 · 1991 · 1992 · 1993 · 1994 · 1997 · 1998 · 1999